# Popis vrsta roda Allium
Popis vrsta roda Allium

## A
1. Allium aaseae Ownbey
2. Allium abbasii R.M.Fritsch
3. Allium abramsii (Ownbey & Aase ex Traub) McNeal
4. Allium achaium Boiss. & Orph.
5. Allium acidoides Stearn
6. Allium aciphyllum J.M.Xu
7. Allium acuminatum Hook.
8. Allium acutiflorum Loisel.
9. Allium aegilicum Tzanoud.
10. Allium aeginiense Brullo, Giusso & Terrasi
11. Allium aetnense Brullo, Pavone & Salmeri
12. Allium affine Ledeb.
13. Allium afghanicum Wendelbo
14. Allium aflatunense B.Fedtsch.
15. Allium × agarmyschicum N.Friesen & Seregin
16. Allium agrigentinum Brullo & Pavone
17. Allium akaka S.G.Gmel. ex Schult. & Schult.f.
18. Allium akirense N.Friesen & Fragman
19. Allium aksekiense Özhatay, Koyuncu & E.Kaya
20. Allium aktauense F.O.Khass. & Esankulov
21. Allium alabasicum Y.Z.Zhao
22. Allium aladaghense Memariani & Joharchi
23. Allium alaicum Vved.
24. Allium alamutense Razyfard, Zarre & R.M.Fritsch
25. Allium albiflorum Omelczuk
26. Allium albotunicatum O.Schwarz
27. Allium albovianum Vved.
28. Allium alekii R.M.Fritsch & M.V.Agab.
29. Allium alexandrae Vved.
30. Allium alexeianum Regel
31. Allium alibile A.Rich.
32. Allium alpinarii Özhatay & Kollmann
33. Allium altaicum Pall.
34. Allium altissimum Regel
35. Allium altoatlanticum Seregin
36. Allium altyncolicum N.Friesen
37. Allium amethystinum Tausch
38. Allium ampeloprasum L.
39. Allium amphibolum Ledeb.
40. Allium amplectens Torr.
41. Allium anacoleum Hand.-Mazz.
42. Allium anatolicum Özhatay & B.Mathew
43. Allium anceps Kellogg
44. Allium angulosum L.
45. Allium anisopodium Ledeb.
46. Allium anisotepalum Vved.
47. Allium antalyense Eren, Çinbilgel & Parolly
48. Allium antiatlanticum Emb. & Maire
49. Allium anzalonei Brullo, Pavone & Salmeri
50. Allium apergii Trigas, Iatroú & Tzanoud.
51. Allium apolloniensis Biel, Kit Tan & Tzanoud.
52. Allium apulum Brullo, Guglielmo, Pavone & Salmeri
53. Allium archeotrichon Brullo, Pavone & Salmeri
54. Allium arkitense R.M.Fritsch
55. Allium arlgirdense Blakelock
56. Allium armenum Boiss. & Kotschy
57. Allium armerioides Boiss.
58. Allium aroides Popov & Vved.
59. Allium arsuzense Eker & Koyuncu
60. Allium artemisietorum Eig & Feinbrun
61. Allium asarense R.M.Fritsch & Matin
62. Allium ascalonicum L.
63. Allium aschersonianum Barbey
64. Allium asclepiadeum Bornm.
65. Allium asirense B.Mathew
66. Allium asperiflorum Miscz. ex Grossh.
67. Allium assadii Seisums
68. Allium atropurpureum Waldst. & Kit.
69. Allium atrorubens S.Watson
70. Allium atrosanguineum Schrenk
71. Allium atroviolaceum Boiss.
72. Allium aucheri Boiss.
73. Allium auriculatum Kunth
74. Allium austrodanubiense N.Friesen & Seregin
75. Allium austroiranicum R.M.Fritsch
76. Allium austrokyushuense M.Hotta
77. Allium austrosibiricum N.Friesen
78. Allium autumnale P.H.Davis
79. Allium autumniflorum F.O.Khass. & Akhani
80. Allium aybukeae H.Duman & Eksi
81. Allium azaurenum Gomb.
82. Allium aznavense R.M.Fritsch
83. Allium azutavicum Kotukhov

## B
1. Allium backhousianum Regel
2. Allium baekdusanense Y.N.Lee
3. Allium baeticum Boiss.
4. Allium bajtulinii Bajtenov & I.I.Kamenetskaya
5. Allium bakhtiaricum Regel
6. Allium balansae Boiss.
7. Allium balcanicum Brullo, Pavone & Salmeri
8. Allium balkhanicum (R.M.Fritsch & F.O.Khass.) R.M.Fritsch
9. Allium baluchistanicum Wendelbo
10. Allium barsczewskii Lipsky
11. Allium barthianum Asch. & Schweinf.
12. Allium basalticum Fragman & R.M.Fritsch
13. Allium bassitense J.Thiébaut
14. Allium baytopiorum Kollmann & Özhatay
15. Allium beesianum W.W.Sm.
16. Allium bekeczalicum Lazkov
17. Allium bellulum Prokh.
18. Allium bidentatum Fisch. ex Prokh. & Ikonn.-Gal.
19. Allium bigelovii S.Watson
20. Allium bilgeae Yild.
21. Allium bilgilii H.Duman & Eksi
22. Allium bingoelense Yild. & Kiliç
23. Allium birkinshawii Mouterde
24. Allium bisceptrum S.Watson
25. Allium bisotunense R.M.Fritsch
26. Allium blandum Wall.
27. Allium blomfieldianum Asch. & Schweinf.
28. Allium boissieri Regel
29. Allium bolanderi S.Watson
30. Allium bornmuelleri Hayek
31. Allium borszczowii Regel
32. Allium botschantzevii Kamelin
33. Allium bourgeaui Rech.f.
34. Allium brachyodon Boiss.
35. Allium brachyscapum Vved.
36. Allium brachyspathum Brullo, Pavone & Salmeri
37. Allium bracteolatum Wendelbo
38. Allium brandegeei S.Watson
39. Allium brevicaule Boiss. & Balansa
40. Allium brevidens Vved.
41. Allium brevidentatum F.Z.Li
42. Allium brevidentiforme Vved.
43. Allium brevipes Ledeb.
44. Allium breviscapum Stapf
45. Allium brevistylum S.Watson
46. Allium brulloi Salmeri
47. Allium brussalisii Tzanoud. & Kypr.
48. Allium bucharicum Regel
49. Allium bungei Boiss.
50. Allium burjaticum N.Friesen
51. Allium burlewii Davidson

## C
1. Allium caeruleum Pall.
2. Allium caesioides Wendelbo
3. Allium caesium Schrenk
4. Allium caespitosum Siev. ex Bong. & C.A. Mey.
5. Allium calabrum (N.Terracc.) Brullo, Pavone & Salmeri
6. Allium calamarophilon Phitos & Tzanoud.
7. Allium callidyction C.A.Mey. ex Kunth
8. Allium callimischon Link
9. Allium calocephalum Wendelbo
10. Allium calyptratum Boiss.
11. Allium campanulatum S.Watson
12. Allium canadense L.
13. Allium canariense (Regel) N.Friesen & P.Schönfelder
14. Allium candargyi Karavok. & Tzanoud.
15. Allium candolleanum Albov
16. Allium capitellatum Boiss.
17. Allium cappadocicum Boiss. & Balansa
18. Allium caput-medusae Airy Shaw
19. Allium cardiostemon Fisch. & C.A.Mey.
20. Allium carinatum L.
21. Allium carmeli Boiss.
22. Allium caroli-henrici Wendelbo
23. Allium carolinianum Redouté
24. Allium caspium (Pall.) M.Bieb.
25. Allium cassium Boiss.
26. Allium castellanense (Garbari, Miceli & Raimondo) Brullo, Guglielmo, Pavone & Salmeri
27. Allium cathodicarpum Wendelbo
28. Allium cepa L.
29. Allium cephalonicum Brullo, Pavone & Salmeri
30. Allium cernuum Roth
31. Allium chalcophengos Airy Shaw
32. Allium chalkii Tzanoud. & Kollmann
33. Allium chamaemoly L.
34. Allium chamaespathum Boiss.
35. Allium chamarense M.M.Ivanova
36. Allium changduense J.M.Xu
37. Allium chienchuanense J.M.Xu
38. Allium chinense G.Don
39. Allium chitralicum F.T.Wang & Tang
40. Allium chiwui F.T.Wang & Tang
41. Allium chloranthum Boiss.
42. Allium chloroneurum Boiss.
43. Allium chlorotepalum R.M.Fritsch & M.Jaeger
44. Allium chodsha-bakirganicum Gaffarov & Turak.
45. Allium choriotepalum Wendelbo
46. Allium chorkessaricum F.O.Khass. & Tojibaev
47. Allium chrysantherum Boiss. & Reut.
48. Allium chrysanthum Regel
49. Allium chrysocephalum Regel
50. Allium chychkanense R.M.Fritsch
51. Allium circassicum Kolak.
52. Allium circinnatum Sieber
53. Allium circumflexum Wendelbo
54. Allium cisferganense R.M.Fritsch
55. Allium cithaeronis Bogdanovic, C.Brullo, Brullo, Giusso, Musarella & Salmeri
56. Allium clathratum Ledeb.
57. Allium clausum Vved.
58. Allium clivorum R.M.Fritsch
59. Allium colchicifolium Boiss.
60. Allium columbianum (Ownbey & Mingrone) P.M.Peterson, Annable & Rieseberg
61. Allium commutatum Guss.
62. Allium condensatum Turcz.
63. Allium confragosum Vved.
64. Allium consanguineum Kunth
65. Allium constrictum (Ownbey & Mingrone) P.M.Peterson, Annable & Rieseberg
66. Allium convallarioides Grossh.
67. Allium cornutum Clementi
68. Allium corsicum Jauzein, J.-M.Tison, Deschâtres & H.Couderc
69. Allium coryi M.E.Jones
70. Allium costatovaginatum Kamelin & Levichev
71. Allium crameri Asch. & Boiss.
72. Allium cratericola Eastw.
73. Allium crenulatum Wiegand
74. Allium cretaceum N.Friesen & Seregin
75. Allium crispum Greene
76. Allium cristophii Trautv.
77. Allium croaticum Bogdanovic, Brullo, Mitic & Salmeri
78. Allium crystallinum Vved.
79. Allium cucullatum Wendelbo
80. Allium cupani Raf.
81. Allium cupuliferum Regel
82. Allium curtum Boiss. & Gaill.
83. Allium cuthbertii Small
84. Allium cyaneum Regel
85. Allium cyathophorum Bureau & Franch.
86. Allium cyprium Brullo, Pavone & Salmeri
87. Allium cyrilli Ten.
88. Allium czelghauricum Bordz.

## D
1. Allium daghestanicum Grossh.
2. Allium damascenum Feinbrun
3. Allium daninianum Brullo, Pavone & Salmeri
4. Allium darwasicum Regel
5. Allium dasyphyllum Vved.
6. Allium decaisnei C.Presl
7. Allium deciduum Özhatay & Kollmann
8. Allium decipiens Fisch. ex Schult. & Schult.f.
9. Allium decoratum Turginov & Tojibaev
10. Allium delicatulum Siev. ex Schult. & Schult.f.
11. Allium dentigerum Prokh.
12. Allium denudatum Redouté
13. Allium derderianum Regel
14. Allium deserti-syriaci Feinbrun
15. Allium desertorum Forssk.
16. Allium diabolense (Ownbey & Aase ex Traub) McNeal
17. Allium dichlamydeum Greene
18. Allium dictuon H.St.John
19. Allium dictyoprasum C.A.Mey. ex Kunth
20. Allium dictyoscordum Vved.
21. Allium dilatatum Zahar.
22. Allium dinsmorei Rech.f.
23. Allium diomedeum Brullo, Guglielmo, Pavone & Salmeri
24. Allium dirphianum Brullo, Guglielmo, Pavone, Salmeri & Terrasi
25. Allium djimilense Boiss. ex Regel
26. Allium dodecadontum Vved.
27. Allium dodecanesi Karavok. & Tzanoud.
28. Allium dolichomischum Vved.
29. Allium dolichostylum Vved.
30. Allium dolichovaginatum R.M.Fritsch
31. Allium douglasii Hook.
32. Allium drepanophyllum Vved.
33. Allium drobovii Vved.
34. Allium drummondii Regel
35. Allium drusorum Feinbrun
36. Allium dshungaricum Vved.
37. Allium dumetorum Feinbrun & Szel.
38. Allium durangoense Traub

## E
1. Allium ebusitanum Font Quer
2. Allium eduardi Stearn ex Airy Shaw
3. Allium efeae Özhatay & I.Genç
4. Allium egorovae M.V.Agab. & Ogan.
5. Allium ekeri E.Kaya & Koçyigit
6. Allium ekimianum Eksi, Koyuncu & Özkan
7. Allium elburzense Wendelbo
8. Allium eldivanense Özhatay
9. Allium elegans Drobow
10. Allium elegantulum Kitag.
11. Allium ellisii Hook.f.
12. Allium elmaliense Deniz & Sümbül
13. Allium elmendorfii M.E.Jones ex Ownbey
14. Allium enginii Özhatay & B.Mathew
15. Allium erdelii Zucc.
16. Allium eremoprasum Vved.
17. Allium ericetorum Thore
18. Allium eriocoleum Vved.
19. Allium ertugrulii Demir. & Uysal
20. Allium erubescens K.Koch
21. Allium erythraeum Griseb.
22. Allium erzincanicum Özhatay & Kandemir
23. Allium esfahanicum R.M.Fritsch
24. Allium esfandiarii Matin
25. Allium euboicum Rech.f.
26. Allium eugenii Vved.
27. Allium eulae Cory ex T.M.Howard
28. Allium eurotophilum Wiggins
29. Allium eusperma Airy Shaw
30. Allium exaltatum (Meikle) Brullo, Pavone, Salmeri & Venora
31. Allium exile Boiss. & Orph.

## F
1. Allium falcifolium Hook. & Arn.
2. Allium fanjingshanense C.D.Yang & G.Q.Gou
3. Allium fantasmasense Traub
4. Allium farctum Wendelbo
5. Allium fasciculatum Rendle
6. Allium favosum Zahar.
7. Allium fedtschenkoi Nábelek
8. Allium feinbergii Oppenh.
9. Allium ferganicum Vved.
10. Allium fethiyense Özhatay & B.Mathew
11. Allium fetisowii Regel
12. Allium fibriferum Wendelbo
13. Allium fibrillum M.E.Jones
14. Allium filidens Regel
15. Allium filidentiforme Vved.
16. Allium fimbriatum S.Watson
17. Allium fistulosum L.
18. Allium flavellum Vved.
19. Allium flavescens Besser
20. Allium flavidum Ledeb.
21. Allium flavovirens Regel
22. Allium flavum L.
23. Allium formosum Sennikov & Lazkov
24. Allium forrestii Diels
25. Allium franciniae Brullo & Pavone
26. Allium fraseri (Ownbey) Shinners
27. Allium frigidum Boiss. & Heldr.
28. Allium fritschii F.O.Khass. & Yengal.
29. Allium funckiifolium Hand.-Mazz.
30. Allium furkatii R.M.Fritsch
31. Allium fuscoviolaceum Fomin
32. Allium fuscum Waldst. & Kit.

## G
1. Allium gabardaghense Firat
2. Allium galanthum Kar. & Kir.
3. Allium galileum Brullo, Guglielmo, Pavone & Salmeri
4. Allium garbarii Peruzzi
5. Allium garganicum Brullo, Pavone, Salmeri & Terrasi
6. Allium gasyunense Mouterde
7. Allium gemiciana Yild. & Kiliç
8. Allium geyeri S.Watson
9. Allium giganteum Regel
10. Allium gilgiticum F.T.Wang & Tang
11. Allium gillii Wendelbo
12. Allium glaciale Vved.
13. Allium glandulosum Link & Otto
14. Allium glomeratum Prokh.
15. Allium glumaceum Boiss. & Hausskn.
16. Allium goekyigitii Ekim, H.Duman & Güner
17. Allium goloskokovii Vved.
18. Allium gomphrenoides Boiss. & Heldr.
19. Allium gooddingii Ownbey
20. Allium gorumsense (Regel) Boiss.
21. Allium goulimyi Tzanoud.
22. Allium gracillimum Vved.
23. Allium gramineum K.Koch
24. Allium grande Lipsky
25. Allium graveolens (R.M.Fritsch) R.M.Fritsch
26. Allium greuteri Brullo & Pavone
27. Allium griffithianum Boiss.
28. Allium grisellum J.M.Xu
29. Allium grosii Font Quer
30. Allium grumm-grshimailoi Kamelin & Namz.
31. Allium guanxianense J.M.Xu
32. Allium guatemalense Traub
33. Allium gubanovii Kamelin
34. Allium guicciardii Heldr.
35. Allium gunibicum Miscz. ex Grossh.
36. Allium gusaricum Regel
37. Allium guttatum Steven
38. Allium gypsaceum Popov & Vved.
39. Allium gypsodictyum Vved.

## H
1. Allium haemanthoides Boiss. & Reut. ex Regel
2. Allium haematochiton S.Watson
3. Allium hamedanense R.M.Fritsch
4. Allium hamrinense Hand.-Mazz.
5. Allium haneltii F.O.Khass. & R.M.Fritsch
6. Allium haussknechtii Nábelek
7. Allium hedgei Wendelbo
8. Allium heldreichii Boiss.
9. Allium helicophyllum Vved.
10. Allium hemisphaericum (Sommier) Brullo
11. Allium henryi C.H.Wright
12. Allium herderianum Regel
13. Allium hermoneum (Kollmann & Shmida) Brullo, Guglielmo, Pavone & Salmeri
14. Allium heteronema F.T.Wang & Tang
15. Allium hexaceras Vved.
16. Allium hickmanii Eastw.
17. Allium hierosolymorum Regel
18. Allium hindukuschense Kamelin & Seisums
19. Allium hintoniorum B.L.Turner
20. Allium hirtovaginum Candargy
21. Allium hissaricum Vved.
22. Allium hoffmanii Ownbey ex Traub
23. Allium hollandicum R.M.Fritsch
24. Allium hookeri Thwaites
25. Allium hooshidaryae Mashayekhi, Zarre & R.M.Fritsch
26. Allium horvatii Lovric
27. Allium hoshabicum Firat
28. Allium howellii Eastw.
29. Allium huber-morathii Kollmann, Özhatay & Koyuncu
30. Allium humile Kunth
31. Allium huntiae Traub
32. Allium hyalinum Curran
33. Allium hymenorhizum Ledeb.
34. Allium hymettium Boiss. & Heldr.
35. Allium hypsistum Stearn

## I
1. Allium ilgazense Özhatay
2. Allium iliense Regel
3. Allium inaequale Janka
4. Allium inconspicuum Vved.
5. Allium incrustatum Vved.
6. Allium inderiense Fisch. ex Bunge
7. Allium inops Vved.
8. Allium insubricum Boiss. & Reut.
9. Allium insufficiens Vved.
10. Allium integerrimum Zahar.
11. Allium intradarvazicum R.M.Fritsch
12. Allium inutile Makino
13. Allium ionandrum Wendelbo
14. Allium ionicum Brullo & Tzanoud.
15. Allium iranicum (Wendelbo) Wendelbo
16. Allium iranshahrii R.M.Fritsch
17. Allium isakulii R.M.Fritsch & F.O.Khass.
18. Allium isauricum Hub.-Mor. & Wendelbo
19. Allium israeliticum Fragman & R.M.Fritsch
20. Allium istanbulense Özhatay, Koçyigit, Brullo & Salmeri
21. Allium ivasczenkoae Kotukhov

## J
1. Allium jacquemontii Kunth
2. Allium jaegeri R.M.Fritsch
3. Allium jakuticum Sinitsyna & N.Friesen
4. Allium jaxarticum Vved.
5. Allium jepsonii (Ownbey & Aase ex Traub) S.S.Denison & McNeal
6. Allium jesdianum Boiss. & Buhse
7. Allium jodanthum Vved.
8. Allium joharchii F.O.Khass. & Memariani
9. Allium jubatum J.F.Macbr.
10. Allium jucundum Vved.
11. Allium juldusicola Regel
12. Allium julianum Brullo, Gangale & Uzunov
13. Allium junceum Sm.

## K
1. Allium kandemirii I.Genç & Özhatay
2. Allium karacae Koyuncu
3. Allium karamanoglui Koyuncu & Kollmann
4. Allium karataviense Regel
5. Allium karelinii Poljak.
6. Allium karistanum Brullo, Pavone & Salmeri
7. Allium karyeteini Post
8. Allium kaschianum Regel
9. Allium kastambulense Kollmann
10. Allium kasteki Popov
11. Allium kayae Özhatay & Koyuncu
12. Allium kazerouni Parsa
13. Allium keeverae D.B.Poind., Weakley & P.J.Williams
14. Allium kermesinum Rchb.
15. Allium keusgenii R.M.Fritsch
16. Allium kharputense Freyn & Sint.
17. Allium khozratense R.M.Fritsch
18. Allium kiiense (Murata) Hir.Takah.bis & M.Hotta
19. Allium kingdonii Stearn
20. Allium kirilovii N.Friesen & Seregin
21. Allium kirindicum Bornm.
22. Allium koelzii (Wendelbo) Perss. & Wendelbo
23. Allium koenigianum Grossh.
24. Allium kokanicum Regel
25. Allium kollmannianum Brullo, Pavone & Salmeri
26. Allium komarowii Lipsky
27. Allium kopetdagense Vved.
28. Allium kopsedorum R.M.Fritsch
29. Allium koreanum H.J.Choi & B.U.Oh
30. Allium korolkowii Regel
31. Allium kossoricum Fomin
32. Allium kotschyi Boiss.
33. Allium koyuncui H.Duman & Özhatay
34. Allium kuhrangense Akhavan, Saeidi & R.M.Fritsch
35. Allium kuhsorkhense R.M.Fritsch & Joharchi
36. Allium kujukense Vved.
37. Allium kunthianum Vved.
38. Allium kuramense F.O.Khass. & N.Friesen
39. Allium kurdistanicum Maroofi & R.M.Fritsch
40. Allium kurssanovii Popov
41. Allium kurtzianum Asch. & Sint. ex Kollmann
42. Allium kwakense (R.M.Fritsch) R.M.Fritsch
43. Allium kysylkumi Kamelin

## L
1. Allium lachnophyllum Paine
2. Allium lacunosum S.Watson
3. Allium lagarophyllum Brullo, Pavone & Tzanoud.
4. Allium lalesaricum Freyn & Bornm.
5. Allium lamondiae Wendelbo
6. Allium lasiophyllum Vved.
7. Allium latifolium Jaub. & Spach
8. Allium lazikkiyense Koçyigit, Özhatay & E.Kaya
9. Allium ledebourianum Schult. & Schult.f.
10. Allium lehmannianum Merckl. ex Bunge
11. Allium lehmannii Lojac.
12. Allium lemmonii S.Watson
13. Allium lenkoranicum Miscz. ex Grossh.
14. Allium leptomorphum Vved.
15. Allium leucocephalum Turcz. ex Ledeb.
16. Allium leucosphaerum Aitch. & Baker
17. Allium libani Boiss.
18. Allium lilacinum Klotzsch
19. Allium liliputianum Koçyigit, Özhatay & E.Kaya
20. Allium lineare L.
21. Allium linearifolium H.J.Choi & B.U.Oh
22. Allium lipskyanum Vved.
23. Allium listera Stearn
24. Allium litardierei J.-M.Tison
25. Allium litvinovii Drobow ex Vved.
26. Allium lojaconoi Brullo, Lanfr. & Pavone
27. Allium longanum Pamp.
28. Allium longicollum Wendelbo
29. Allium longifolium (Kunth) Spreng.
30. Allium longipapillatum R.M.Fritsch & Matin
31. Allium longiradiatum (Regel) Vved.
32. Allium longisepalum Bertol.
33. Allium longistylum Baker
34. Allium longivaginatum Wendelbo
35. Allium lopadusanum Bartolo, Brullo & Pavone
36. Allium loratum Baker
37. Allium lusitanicum Lam.
38. Allium luteolum Halácsy
39. Allium lutescens Vved.
40. Allium lycaonicum Siehe ex Hayek

## M
1. Allium maackii (Maxim.) Prokh. ex Kom.
2. Allium macedonicum Zahar.
3. Allium machmelianum Post
4. Allium macleanii Baker
5. Allium macranthum Baker
6. Allium macrochaetum Boiss. & Hausskn.
7. Allium macropetalum Rydb.
8. Allium macrostemon Bunge
9. Allium macrostylum Regel
10. Allium macrum S.Watson
11. Allium madidum S.Watson
12. Allium maghrebinum Brullo, Pavone & Salmeri
13. Allium mahneshanense Razyfard, Zarre & R.M.Fritsch
14. Allium mairei H.Lév.
15. Allium majus Vved.
16. Allium makrianum C.Brullo, Brullo, Giusso & Salmeri
17. Allium malyschevii N.Friesen
18. Allium maniaticum Brullo & Tzanoud.
19. Allium mannii Traub & T.M.Howard
20. Allium maowenense J.M.Xu
21. Allium maraschicum Koçyigit & Özhatay
22. Allium marathasicum Brullo, Pavone & Salmeri
23. Allium mareoticum Bornm. & Gauba
24. Allium margaritae B.Fedtsch.
25. Allium margaritiferum Vved.
26. Allium marginatum Janka
27. Allium mariae Bordz.
28. Allium marmoratum Seregin
29. Allium marschallianum Vved.
30. Allium massaessylum Batt. & Trab.
31. Allium materculae Bordz.
32. Allium mauritanicum Brullo, Pavone & Salmeri
33. Allium maximowiczii Regel
34. Allium megalobulbon Regel
35. Allium meikleanum Brullo, Pavone & Salmeri
36. Allium melanantherum Pancic
37. Allium melananthum Coincy
38. Allium melanogyne Greuter
39. Allium melitense (Sommier & Caruana ex Borg) Cif. & Giacom.
40. Allium melliferum Traub
41. Allium membranaceum Ownbey ex Traub
42. Allium meronense Fragman & R.M.Fritsch
43. Allium meteoricum Heldr. & Hausskn. ex Halácsy
44. Allium mexicanum Traub
45. Allium michaelis F.O.Khass. & Tojibaev
46. Allium michoacanum Traub
47. Allium micranthum Wendelbo
48. Allium microdictyon Prokh.
49. Allium microspathum Ekberg
50. Allium minus (S.O.Yu, S.Lee & W.Lee) H.J.Choi & B.U.Oh
51. Allium minutiflorum Regel
52. Allium minutum Vved.
53. Allium mirum Wendelbo
54. Allium mirzajevii Tscholok.
55. Allium moderense R.M.Fritsch
56. Allium moly L.
57. Allium monachorum Stepanov
58. Allium monanthum Maxim.
59. Allium mongolicum Regel
60. Allium monophyllum Vved. ex Czerniak.
61. Allium montanostepposum N.Friesen & Seregin
62. Allium montelburzense R.M.Fritsch, Salmaki & Zarre
63. Allium montibaicalense N.Friesen
64. Allium monticola Davidson
65. Allium moschatum L.
66. Allium mozaffarianii Maroofi & R.M.Fritsch
67. Allium multibulbosum Jacq.
68. Allium multiflorum Desf.
69. Allium munzii (Ownbey & Aase ex Traub) McNeal
70. Allium myrianthum Boiss.

## N
1. Allium najafdaricum R.M.Fritsch
2. Allium nanodes Airy Shaw
3. Allium naqabense Al-Eisawi & Omar
4. Allium narcissiflorum Vill.
5. Allium nathaliae Seregin
6. Allium nazarenum C.Brullo, Brullo, Giusso & Salmeri
7. Allium neapolitanum Cirillo
8. Allium nebrodense Guss.
9. Allium nebularum Stepanov
10. Allium negevense Kollmann
11. Allium nemrutdaghense Kit Tan & Sorger
12. Allium neriniflorum (Herb.) G.Don
13. Allium nevadense S.Watson
14. Allium nevii S.Watson
15. Allium nevsehirense Koyuncu & Kollmann
16. Allium nevskianum Vved. ex Wendelbo
17. Allium nigrum L.
18. Allium noeanum Reut. ex Regel
19. Allium notabile Feinbrun
20. Allium nuristanicum Kitam.
21. Allium nutans L.

## O
1. Allium obliquum L.
2. Allium obtusum Lemmon
3. Allium occultum Tzanoud. & Trigas
4. Allium ochotense Prokh.
5. Allium oleraceum L.
6. Allium oliganthum Kar. & Kir.
7. Allium olivieri Boiss.
8. Allium oltense Grossh.
9. Allium olympicum Boiss.
10. Allium omeiense Z.Y.Zhu
11. Allium opacum Rech.f.
12. Allium ophiophyllum Vved.
13. Allium optimae Greuter
14. Allium oreodictyum Vved.
15. Allium oreophiloides Regel
16. Allium oreophilum C.A.Mey.
17. Allium oreoprasoides Vved.
18. Allium oreoprasum Schrenk
19. Allium oreoscordum Vved.
20. Allium oreotadzhikorum R.M.Fritsch
21. Allium orestis Kalpoutz., Trigas & Constantin.
22. Allium orientale Boiss.
23. Allium orientoiranicum Neshati, Zarre & R.M.Fritsch
24. Allium orunbaii F.O.Khass. & R.M.Fritsch
25. Allium oschaninii O.Fedtsch.
26. Allium ovalifolium Hand.-Mazz.
27. Allium ownbeyi Traub

## P
1. Allium paepalanthoides Airy Shaw
2. Allium palentinum Losa & P.Monts.
3. Allium pallasii Murray
4. Allium pamiricum Wendelbo
5. Allium pangasicum Turak.
6. Allium paniculatum L.
7. Allium panjaoense Wendelbo
8. Allium panormitanum Brullo, Pavone & Salmeri
9. Allium papillare Boiss.
10. Allium paradoxum (M.Bieb.) G.Don
11. Allium parciflorum Viv.
12. Allium parishii S.Watson
13. Allium parnassicum (Boiss.) Halácsy
14. Allium parryi S.Watson
15. Allium parvulum Vved.
16. Allium parvum Kellogg
17. Allium passeyi N.H.Holmgren & A.H.Holmgren
18. Allium pelagicum Brullo, Pavone & Salmeri
19. Allium pendulinum Ten.
20. Allium peninsulare Lemmon ex Greene
21. Allium pentadactyli Brullo, Pavone & Spamp
22. Allium perdulce S.V.Fraser
23. Allium permixtum Guss.
24. Allium peroninianum Azn.
25. Allium perpendiculum Koçyigit, Özhatay & E.Kaya
26. Allium pervariensis Firat & Koyuncu
27. Allium pervestitum Klokov
28. Allium petraeum Kar. & Kir.
29. Allium petri F.O.Khass. & R.M.Fritsch
30. Allium pevtzovii Prokh.
31. Allium phanerantherum Boiss. & Hausskn.
32. Allium phariense Rendle
33. Allium phitosianum Brullo, Guglielmo, Pavone, Salmeri & Terrasi
34. Allium phrygium Boiss. & Balansa
35. Allium phthioticum Boiss. & Heldr.
36. Allium pictistamineum O.Schwarz
37. Allium pilosum Sm.
38. Allium platakisii Tzanoud. & Kypr.
39. Allium platycaule S.Watson
40. Allium platyspathum Schrenk
41. Allium plummerae S.Watson
42. Allium plurifoliatum Rendle
43. Allium podolicum Blocki ex Racib. & Szafer
44. Allium pogonotepalum Wendelbo
45. Allium polyrhizum Turcz. ex Regel
46. Allium ponticum Miscz. ex Grossh.
47. Allium popovii Vved.
48. Allium potosiense Traub
49. Allium praecox Brandegee
50. Allium praemixtum Vved.
51. Allium prattii C.H.Wright
52. Allium proponticum Stearn & Özhatay
53. Allium prostratum Trevir.
54. Allium protensum Wendelbo
55. Allium pruinatum Link ex Spreng.
56. Allium przewalskianum Regel
57. Allium psebaicum Mikheev
58. Allium pseudoalbidum N.Friesen & Özhatay
59. Allium pseudoampeloprasum Miscz. ex Grossh.
60. Allium pseudobodeanum R.M.Fritsch & Matin
61. Allium pseudocalyptratum Mouterde
62. Allium pseudoflavum Vved.
63. Allium pseudofraseri T.M.Howard
64. Allium pseudohollandicum R.M.Fritsch
65. Allium pseudojaponicum Makino
66. Allium pseudophanerantherum Rech.f.
67. Allium pseudosenescens H.J.Choi & B.U.Oh
68. Allium pseudostamineum Kollmann & Shmida
69. Allium pseudostrictum Albov
70. Allium pseudotelmatum Duchoslav & Jandová
71. Allium pseudowinklerianum R.M.Fritsch & F.O.Khass.
72. Allium pskemense B.Fedtsch.
73. Allium pueblanum Traub
74. Allium pumilum Vved.
75. Allium punctum L.F.Hend.
76. Allium purpureoviride Koyuncu & I.Genç
77. Allium pustulosum Boiss. & Hausskn.
78. Allium pycnotrichum Trigas, Kalpoutz. & Constantin.
79. Allium pyrenaicum Costa & Vayr.

## R
1. Allium ramosum L.
2. Allium rausii Brullo, Guglielmo, Pavone, Salmeri & Terrasi
3. Allium ravenii F.O.Khass., Shomur. & Kadyrov
4. Allium rechingeri Wendelbo
5. Allium regelianum A.K.Becker
6. Allium regelii Trautv.
7. Allium registanicum Wendelbo
8. Allium remediorum (R.M.Fritsch) R.M.Fritsch
9. Allium retrorsum (Özhatay & Kollmann) Brullo, Guglielmo, Pavone & Salmeri
10. Allium reuterianum Boiss.
11. Allium rhabdotum Stearn
12. Allium rhetoreanum Nábelek
13. Allium rhizomatum Wooton & Standl.
14. Allium rhodiacum Brullo, Pavone & Salmeri
15. Allium rhodopeum Velen.
16. Allium rhynchogynum Diels
17. Allium rinae F.O.Khass., Shomur. & Tojibaev
18. Allium ritsi Iatroú & Tzanoud.
19. Allium robertianum Kollmann
20. Allium robinsonii L.F.Hend.
21. Allium roborowskianum Regel
22. Allium robustum Kar. & Kir.
23. Allium rollovii Grossh.
24. Allium rosenbachianum Regel
25. Allium rosenorum R.M.Fritsch
26. Allium roseum L.
27. Allium rothii Zucc.
28. Allium rotundum L.
29. Allium rouyi Gaut.
30. Allium roylei Stearn
31. Allium rubellum M.Bieb.
32. Allium rubens Schrad. ex Willd.
33. Allium rubriflorum (Adamovic) Anackov, N.Friesen & Seregin
34. Allium rubrovittatum Boiss. & Heldr.
35. Allium rude J.M.Xu
36. Allium ruhmerianum Asch. ex E.A.Durand & Barratte
37. Allium rumelicum Koçyigit & Özhatay
38. Allium runemarkii Trigas & Tzanoud.
39. Allium runyonii Ownbey
40. Allium rupestre Steven
41. Allium rupestristepposum N.Friesen
42. Allium rupicola Boiss. ex Mouterde

## S
1. Allium sabalense R.M.Fritsch
2. Allium sabulosum Steven ex Bunge
3. Allium sabzakense Wendelbo
4. Allium sacculiferum Maxim.
5. Allium sahandicum R.M.Fritsch
6. Allium sairamense Regel
7. Allium salinum A.I.Baranov & Skvortsov
8. Allium samniticum Brullo, Pavone & Salmeri
9. Allium samothracicum Tzanoud., Strid & Kit Tan
10. Allium samurense Tscholok.
11. Allium sanandajense Maroofi & R.M.Fritsch
12. Allium sanbornii Alph.Wood
13. Allium sandrasicum Kollmann, Özhatay & Bothmer
14. Allium sannineum Gomb.
15. Allium saposhnikovii Nikitina
16. Allium saralicum R.M.Fritsch
17. Allium sarawschanicum Regel
18. Allium sativum L.
19. Allium savii Parl.
20. Allium savranicum (Nyman) Oxner
21. Allium saxatile M.Bieb.
22. Allium scaberrimum M.Serres
23. Allium scabriflorum Boiss.
24. Allium scabriscapum Boiss.
25. Allium schachimardanicum Vved.
26. Allium scharobitdinii F.O.Khass. & Tojibaev
27. Allium schergianum Boiss.
28. Allium schischkinii Sobolevsk.
29. Allium schistosum N.Friesen & Seregin
30. Allium schmitzii Cout.
31. Allium schoenoprasoides Regel
32. Allium schoenoprasum L.
33. Allium schrenkii Regel
34. Allium schubertii Zucc.
35. Allium schugnanicum Vved.
36. Allium scilloides Douglas ex S.Watson
37. Allium scorodoprasum L.
38. Allium scorzonerifolium Desf. ex Redouté
39. Allium scotostemon Wendelbo
40. Allium scrobiculatum Vved.
41. Allium seirotrichum Ducell. & Maire
42. Allium semenovii Regel
43. Allium senescens L.
44. Allium serbicum Vis. & Pancic
45. Allium sergii Vved.
46. Allium serpentinicum I.Genç & Özhatay
47. Allium serra McNeal & Ownbey
48. Allium setifolium Schrenk
49. Allium severtzovioides R.M.Fritsch
50. Allium sewerzowii Regel
51. Allium sharsmithiae (Ownbey & Aase ex Traub) McNeal
52. Allium shatakiense Rech.f.
53. Allium shelkovnikovii Grossh.
54. Allium shevockii McNeal
55. Allium shirnakiense Behçet & Rüstem.
56. Allium sibthorpianum Schult. & Schult.f.
57. Allium siculum Ucria
58. Allium sieheanum Hausskn. ex Kollmann
59. Allium sikkimense Baker
60. Allium simillimum L.F.Hend.
61. Allium sinaiticum Boiss.
62. Allium sindjarense Boiss. & Hausskn. ex Regel
63. Allium sinkiangense F.T.Wang & Y.C.Tang
64. Allium sintenisii Freyn
65. Allium siphonanthum J.M.Xu
66. Allium sipyleum Boiss.
67. Allium siskiyouense Ownbey ex Traub
68. Allium sivasicum Özhatay & Kollmann
69. Allium sochense R.M.Fritsch & U.Turak.
70. Allium songpanicum J.M.Xu
71. Allium sordidiflorum Vved.
72. Allium sosnovskyanum Miscz. ex Grossh.
73. Allium spathaceum Steud. ex A.Rich.
74. Allium spathulatum F.O.Khass. & R.M.Fritsch
75. Allium speculae Ownbey & Aase
76. Allium sphaerocephalon L.
77. Allium spicatum (Prain) N.Friesen
78. Allium spirale Willd.
79. Allium spirophyllum Wendelbo
80. Allium splendens Willd. ex Schult. & Schult.f.
81. Allium sprengeri Regel
82. Allium spurium G.Don
83. Allium stamineum Boiss.
84. Allium staticiforme Sm.
85. Allium stearnianum Koyuncu, Özhatay & Kollmann
86. Allium stearnii Pastor & Valdés
87. Allium stellatum Nutt. ex Ker Gawl.
88. Allium stellerianum Willd.
89. Allium stenopetalum Boiss. & Kotschy ex Regel
90. Allium stephanophorum Vved.
91. Allium stipitatum Regel
92. Allium stocksianum Boiss.
93. Allium stoloniferum Ownbey & T.D.Jacobson
94. Allium stracheyi Baker
95. Allium straussii Bornm.
96. Allium strictum Schrad.
97. Allium struzlianum Ogan.
98. Allium stylosum O.Schwarz
99. Allium suaveolens Jacq.
100. Allium subakaka Razyfard & Zarre
101. Allium subangulatum Regel
102. Allium subhirsutum L.
103. Allium subkopetdagense (R.M.Fritsch & F.O.Khass.) R.M.Fritsch
104. Allium subnotabile Wendelbo
105. Allium subtilissimum Ledeb.
106. Allium subvillosum Salzm. ex Schult. & Schult.f.
107. Allium sulphureum Vved.
108. Allium suworowii Regel
109. Allium svetlanae Vved. ex Filim.
110. Allium symiacum Galanos & Tzanoud.
111. Allium synnotii G.Don
112. Allium szovitsii Regel

## T
1. Allium taciturnum Vved.
2. Allium taeniopetalum Popov & Vved.
3. Allium taishanense J.M.Xu
4. Allium talassicum Regel
5. Allium talijevii Klokov
6. Allium talyschense Miscz. ex Grossh.
7. Allium tanguticum Regel
8. Allium taquetii H.Lév. & Vaniot
9. Allium tardans Greuter & Zahar.
10. Allium tardiflorum Kollmann & Shmida
11. Allium tarkhankuticum Seregin
12. Allium taschkenticum F.O.Khass. & R.M.Fritsch
13. Allium tatyanae F.O.Khass. & F.Karimov
14. Allium tauricola Boiss.
15. Allium tchihatschewii Boiss.
16. Allium tekesicola Regel
17. Allium tel-avivense Eig
18. Allium telaponense Traub
19. Allium telmatum Bogdanovic, Brullo, Giusso & Salmeri
20. Allium tenuicaule Regel
21. Allium tenuissimum L.
22. Allium teretifolium Regel
23. Allium texanum T.M.Howard
24. Allium textile A.Nelson & J.F.Macbr.
25. Allium therinanthum C.Brullo, Brullo, Fragman, Giusso & Salmeri
26. Allium thessalicum Brullo, Pavone, Salmeri & Tzanoud.
27. Allium thunbergii G.Don
28. Allium tianschanicum Rupr.
29. Allium tingitanum Brullo, Pavone & Salmeri
30. Allium togashii H.Hara
31. Allium tokaliense Kamelin & Levichev
32. Allium tolmiei Baker
33. Allium tourneuxii Chabert
34. Allium trachycoleum Wendelbo
35. Allium trachyscordum Vved.
36. Allium transvestiens Vved.
37. Allium traubii T.M.Howard
38. Allium trautvetterianum Regel
39. Allium tribracteatum Torr.
40. Allium trichocnemis J.Gay
41. Allium tricoccum Aiton
42. Allium trifoliatum Cirillo
43. Allium trifurcatum (F.T.Wang & Tang) J.M.Xu
44. Allium tripedale Trautv.
45. Allium tripterum Nasir
46. Allium triquetrum L.
47. Allium truncatum (Feinbrun) Kollmann & D.Zohary
48. Allium tschimganicum B.Fedtsch.
49. Allium tschulaktavicum Bajtenov & Nelina
50. Allium tubergenii Freyn
51. Allium tuberosum Rottler ex Spreng.
52. Allium tubiflorum Rendle
53. Allium tuchalense F.O.Khass. & Noroozi
54. Allium tulipifolium Ledeb.
55. Allium tuncelianum (Kollmann) Özhatay, B.Mathew & Siraneci
56. Allium tuolumnense (Ownbey & Aase ex Traub) S.S.Denison & McNeal
57. Allium turcicum Özhatay & Cowley
58. Allium turcomanicum Regel
59. Allium turkestanicum Regel
60. Allium turtschicum Regel
61. Allium tuvinicum (N.Friesen) N.Friesen
62. Allium tytthanthum Vved.
63. Allium tytthocephalum Schult. & Schult.f.
64. Allium tzanoudakisanum Brullo, Pavone & Salmeri

## U
1. Allium ubipetrense R.M.Fritsch
2. Allium ubsicola Regel
3. Allium umbilicatum Boiss.
4. Allium undulatipetalum I.Genç & Özhatay
5. Allium unifolium Kellogg
6. Allium urmiense Kamelin & Seisums
7. Allium ursinum L.
8. Allium urusakiorum Özhatay, Seregin & N.Friesen

## V
1. Allium valdecallosum Maire & Weiller
2. Allium valentinae Pavlov
3. Allium validum S.Watson
4. Allium vallivanchense R.M.Fritsch & N.Friesen
5. Allium variegatum Boiss.
6. Allium vasilevskajae Ogan.
7. Allium vavilovii Popov & Vved.
8. Allium verticillatum Regel
9. Allium vescum Wendelbo
10. Allium victorialis L.
11. Allium victoris Vved.
12. Allium vineale L.
13. Allium vinicolor Wendelbo
14. Allium virgunculae F.Maek. & Kitam.
15. Allium viridiflorum Pobed.
16. Allium viridulum Ledeb.
17. Allium vodopjanovae N.Friesen
18. Allium vvedenskyanum Pavlov

## W
1. Allium wallichii Kunth
2. Allium warzobicum Kamelin
3. Allium wendelboanum Kollmann
4. Allium wendelboi Matin
5. Allium weschniakowii Regel
6. Allium wiedemannianum Regel
7. Allium willeanum Holmboe
8. Allium winklerianum Regel
9. Allium woronowii Miscz. ex Grossh.

## X
1. Allium xiangchengense J.M.Xu
2. Allium xichuanense J.M.Xu
3. Allium xiphopetalum Aitch. & Baker

## Y
1. Allium yanchiense J.M.Xu
2. Allium yilandaghense Yild. & Kiliç
3. Allium yildirimlii Dural, Bagci & Ertugrul
4. Allium yongdengense J.M.Xu
5. Allium yosemitense Eastw.
6. Allium yueanum F.T.Wang & Tang

## Z
1. Allium zagricum R.M.Fritsch
2. Allium zaissanicum Kotukhov
3. Allium zaprjagajevii Kassacz
4. Allium zebdanense Boiss. & Noë
5. Allium zergericum F.O.Khass. & R.M.Fritsch